# Rudi Theissen
Rudi Theissen (Hildesheim, 14 novembre 1926 – Hildesheim, 17 luglio 2010) è stato un ciclista su strada e pistard tedesco.

## Palmares
- 1949 (Dilettanti, una vittoria)

Rund um Köln Amateure
- 1954 (Bismarck, Schuler, una vittoria)

Grand Prix Freiburg
- 1955 (Bismarck, due vittorie)

15ª tappa Deutschland Tour (Kassel > Hannover)
Classifica generale Deutschland Tour

## Piazzamenti

### Grandi giri
- Vuelta a España

1956: 30º

### Classiche monumento
- Milano-Sanremo

1953: 103º

### Competizioni mondiali
- Campionati del mondo su strada

Solingen 1954 - In linea: ritirato